# Colne (dopływ Tamizy)
Colne (ang. River Colne) – rzeka w południowo-wschodniej Anglii, dopływ Tamizy. Długość rzeki wynosi 56 km.
Źródło rzeki znajduje się na terenie parku North Mymms Park, w North Mymms, w hrabstwie Hertfordshire, na wysokości około 75 m n.p.m. W górnym biegu rzeka płynie w kierunku południowo-zachodnim, przepływa przez miasta Watford i Rickmansworth. Dalej skręca na południe i biegnie wzdłuż zachodniej granicy Wielkiego Londynu (wyznacza jej fragment z hrabstwem Hertfordshire, następnie z Buckinghamshire), od zachodu opływając Uxbridge, West Drayton i port lotniczy Heathrow. W końcowym biegu wpływa na teren hrabstwa Surrey. Uchodzi do Tamizy w mieście Staines-upon-Thames.
Na odcinku od Rickmansworth do West Drayton wzdłuż rzeki biegnie kanał Grand Union Canal.